# 彭修文
彭修文（1931年2月7日—1996年12月28日），男，湖北武汉人，中国当代作曲家、指挥家，现代民族管弦乐团的奠基人之一。

## 生平
1931年生于湖北汉口，从小学习二胡、琵琶等民族乐器，喜爱戏曲和民间音乐，没有受过正統音樂训练。1949年，毕业于商业专科学校，1950年到重庆人民广播电台工作。
1952年，彭修文被调到中央广播民族乐团，1953年任该乐团指挥兼作曲。此期间，他创作和改编了一系列民乐乐曲，并建立了中国新型民族管弦乐队的最初编制。1957年，在莫斯科第六届世界青年联欢节艺术比赛上，彭修文指挥中央广播民族乐团演出了由他改编的《春江花月夜》、《金蛇狂舞》和《关山月》，获得了金质奖章。
文革期间，彭修文的音乐事业被迫中断，他在家里为唐诗和宋词谱曲。
在文革结束后的1979年，美国著名小提琴家艾萨克·斯特恩来华访问演出，他的此次中国之行被美国导演艾伦·米勒拍摄成新闻纪录电影《从毛泽东到莫扎特》，片中收录了 彭修文根据美国乡村民谣改编的民族管弦乐合奏《哦，苏珊娜》，该片获1981年奥斯卡最佳纪录片奖。
1981年受聘为香港中乐团客席指挥。同年出任中国广播民族乐团艺术指导。
1980年代中，彭修文创作了许多大型民乐作品，如二胡协奏曲《不屈的苏武》、交响诗《流水操》、《怀》、《秦兵马俑幻想曲》等。
1996年12月28日凌晨在北京逝世。在他辞世前一周完成《香港节日序曲》的总谱。香港中乐团曾宣布彭修文将於香港特別行政區成立時就任艺术总监。

## 影响
彭修文为现代中国民族管弦乐队的创立和发展做出了杰出贡献。他参照西方古典音乐的和声学、配器法、乐器制作标准和乐队编制建立起来的中国民族乐队，被称为“彭修文模式”，是中国在20世纪中叶最有代表性乐队形式，在他之后成立的中乐团都或多或少的借鉴了他的模式。另外，40余年来他先后创作、改编了400余部民族管弦乐曲，其配器之精妙广为人所称道。

## 评价
他去世后，音乐界评价他为“民族音乐大师”。

## 原創作品
- 《豐收鑼鼓》與蔡惠泉合作
- 《不屈的蘇武》中胡協奏曲
- 《喜豐收》嗩吶協奏曲
- 《千帆鬧海》
- 《鄉村的晚會》
- 《武夷山茶》
- 《漁鄉組曲》
- 幻想曲《秦·兵馬俑》
- 交響詩《流水操》
- 交響詩《懷》
- 音詩《雲中鶴》
- 《金陵》交響曲
- 套曲《四季》
  - 春之晨
  - 夏之夜-太平山下不夜城
  - 秋之歌
  - 冬之雪
- 誼之風第一號
- 誼之風第二號《寶島》
- 《揭天鼓吹》香港節日序曲
- 套曲《十二月》
  - 正月-元宵
  - 二月-幽燕春早
  - 三月-踏歌行
  - 四月-雲淡風輕近午天
  - 五月-紫禁城的黃昏
  - 六月-白沙之夜
  - 七月-驕陽
  - 八月-晚來香
  - 九月-落日照長街
  - 十月-霜葉紅于二月花
  - 冬月-風雪夜歸人
  - 臘月-踏雪尋梅

## 改編作品
- 《瑤族舞曲》
- 《(十番)将军令》
- 《亂雲飛》-改編京劇《杜鵑山》的唱段
- 《光明行》
- 《二泉映月》低音二胡協奏
- 《聽松》低音二胡協奏
- 《燭影搖紅》二胡協奏
- 《江河水》管子協奏
- 《大姑娘美》高音板胡協奏
- 《步步高》
- 《春江花月夜》
- 《月兒高》
- 《靈山梵音》
- 《梅花三弄》
- 《彩云追月》
- 《花好月圆》
- 《阿细跳月》
- 《偉大的北京》
- 《青松嶺》(另名《奔前方》)
- 《賽龍奪錦》
- 《娛樂昇平》
- 《紫竹調》
- 《美丽的梭罗河》
- 《霍拉舞曲》
- 《達姆達姆》

## 移植作品
- 劉鐵山、茅沅《瑤族舞曲》
- 李煥之《春節序曲》
- 朱踐耳《翻身的日子》
- 吳祖強、王燕樵、劉德海《草原小姊妹》琵琶協奏曲
- 近衛秀磨《越天樂》
- 莫札特《弦樂小夜曲》
- 史特勞斯《撥弦波卡舞曲》
- 拉威爾《鵝媽媽》組曲
- 比才《卡門》組曲
- 德弗夏克《第九號交響曲》-來自新大陸
- 安耐斯可《第一號羅馬尼亞狂想曲》
- 穆索斯基《圖畫展覽會》
- 史特拉文斯基《火鳥》